# Franco Tufari
Franco Tufari (Napoli, 8 settembre 1884 – Milano, 15 settembre 1960) è stato un violinista italiano.
Franco Tufari studiò il violino con Angelo Ferni, pianoforte con Beniamino Cesi e composizione con Giuseppe Martucci al Conservatorio di Napoli.  Diplomatosi in violino nel 1905, poco dopo divenne professore all’Istituto musicale di Padova. Dal 1911 insegnò al Conservatorio di Palermo dove fondò il Trio Siciliano. Dal 1920 fu professore al Conservatorio di Napoli, trasferendosi nel 1935 in quello di Milano. Nel 1954 fece parte della giuria della prima edizione del Premio Paganini di Genova.
Tra i suoi allievi si ricordano Gioacchino Angelo, Jordi Cervelló Garriga, Vincenzo Manno, Enzo Porta, Giulio Franzetti, Cesare Ferraresi, Pasquale Palmieri e Anna Bonomelli. Mario Pilati, Virgilio Aru e Gargiulo Terenzio dedicarono dei brani a Tufari. 